# Пруга Драч—Тирана
Пруга Драч—Тирана дуга је 38 km и повезује два највећа албанска града: Драч и Тирану. Линија је повезана са пругом Скадар-Воре до Воре, и са пругом Драч-Влоре у Драчу. Од септембра 2013. године линија није у функцији јер је железничка станица у Тирани, због проширења главног булевара, премештена у Воре, а у мају 2015. године пресељена у реновираној железничкој станици у Кашару. Тренутна линија Кашар-Тирана се одвија друмским саобраћајем. Саобраћај обавља железница Албаније.

## Историја
Оригинална пруга била је изграђена 1948-1949, искључиво радом волонтера и била је друга изграђена пруга у Албанији после пруге Драч-Пекин чија изградња је почела 1940. А завршена је 1948. године.
Радови су почели од станице у Шкозету (близу Драча) 11. априла 1948. У изградњи пруге учествовало је више од 29.000 волонтера из савеза комунистичке омладине Албаније и 1400 квалификованих техничара из целе Албаније. Поред тога, у испомоћ су долазили и волонтери из савеза комунистичке омладине Југославије и радничког омладинског савеза из Бугарске. Током Албанско-Југословенског политичког размимоилажења 1948. године Југословенски волонтери су оптуживани за саботажу, нарочито инжењери. Радови су настављени под надзором совјетског инжењера Валерија Гајдарова. Пруге су увезене из Совјетског Савеза преко луке Драч. Волонтерске бригаде имале су задатак да заврше пругу до 31. рођендана Црвене армије, 23. фебруара 1949, и задатак је успешно извршен.
Два најзначајнија и најтежа подухвата приликом изградње пруге били су изградња тунела Рашбул дугог 212 метара и мост на реци Ерзен дужине 91 метар. Мост је завршен 16. октобра 1948, на 40. рођендан премијера Албаније Енвера Хоџе. Тунел су ископали волонтери из бугарске омладинске групе Георги Димитров.

## Инцидент 2010. године
Дана 25. јула 2010. године дошло је до судара воза и полицијског СУВ-а који се налазио на пружном прелазу. На срећу тројица полицајаца су прошла са лакшим повредама.